# Pycreus flavescens
Pycreus flavescens är en halvgräsart som först beskrevs av Carl von Linné, och fick sitt nu gällande namn av Ambroise Marie François Joseph Palisot de Beauvois och Heinrich Gottlieb Ludwig Reichenbach. Pycreus flavescens ingår i släktet Pycreus och familjen halvgräs. IUCN kategoriserar arten globalt som livskraftig.

## Underarter
Arten delas in i följande underarter:
- P. f. flavescens
- P. f. intermedius
- P. f. microglumis
- P. f. tanaensis
- P. f. rehmannianus

## Bildgalleri

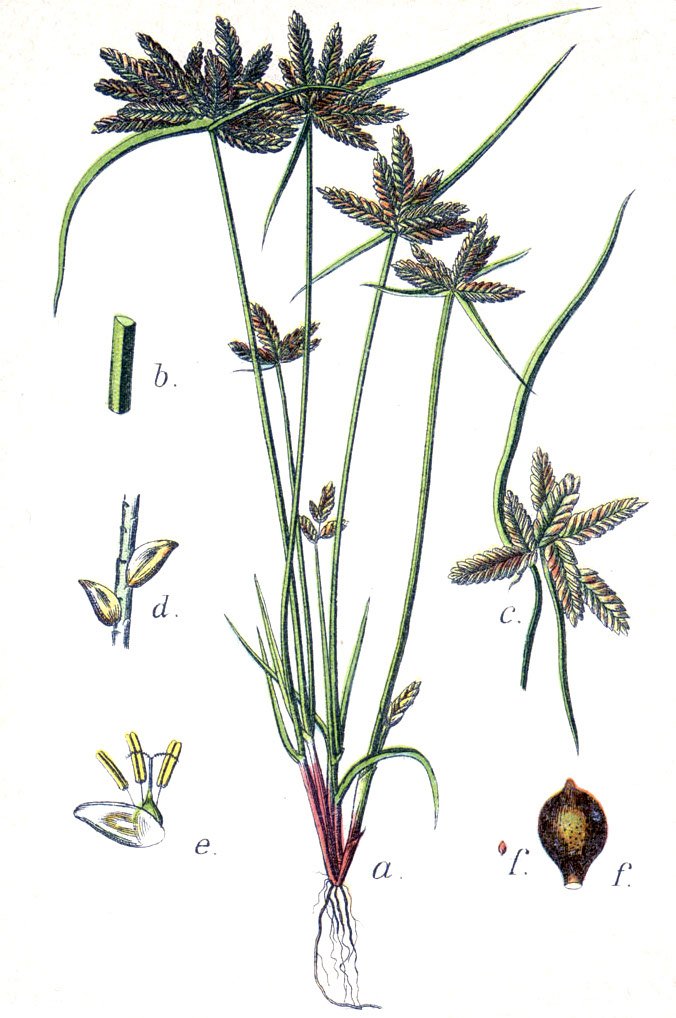
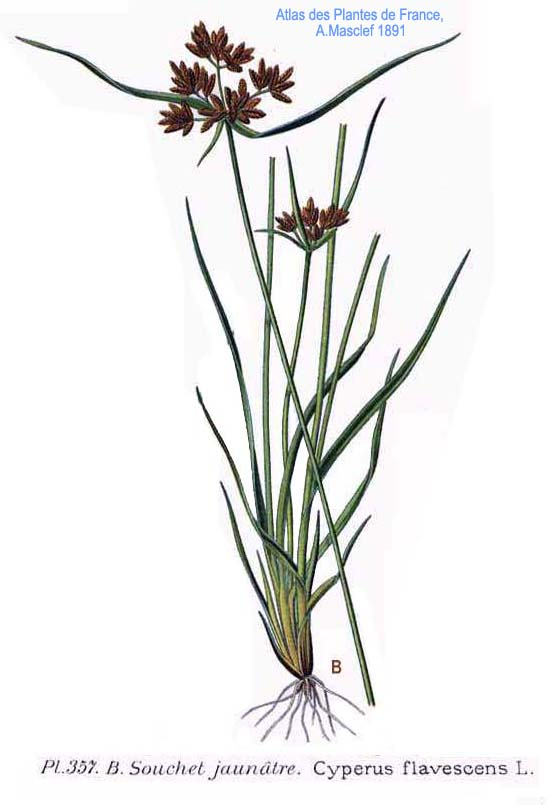
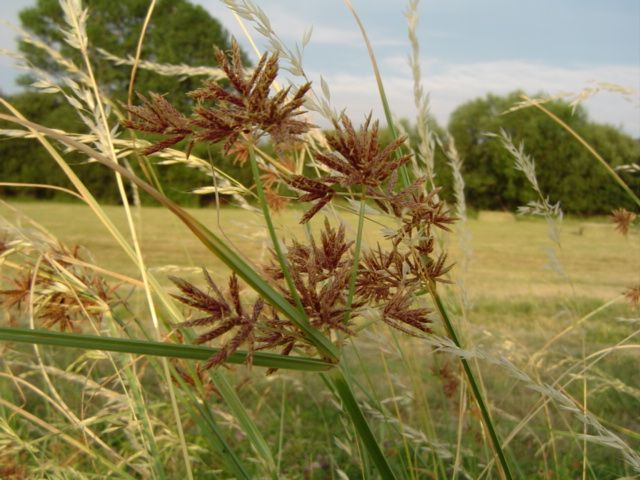
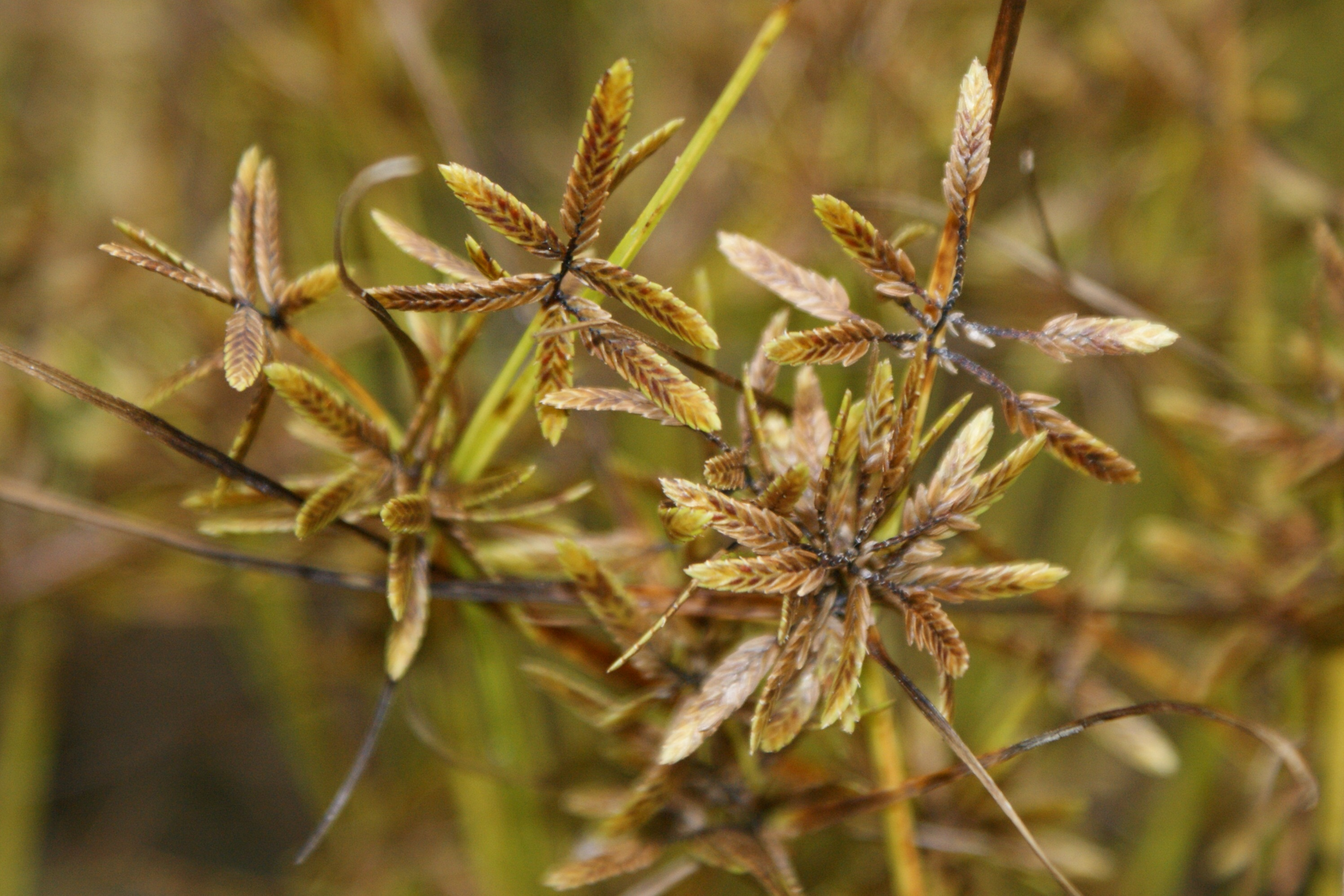